# Stazione di Motoyawata
La Stazione di Motoyawata (本八幡駅?, Motoyawata-eki) è una stazione ferroviaria situata nella città di Ichikawa, nella prefettura di Chiba, che serve le linee Chūō-Sōbu della JR East e la linea Shinjuku della metropolitana di Tokyo. La stazione è collegata a quella di Keisei Yawata delle ferrovie Keisei.

## Linee

### Treni
- East Japan Railway Company
  - ■ Linea Chūō-Sōbu

### Metropolitana
- Toei
  -  Linea Shinjuku

## Struttura

### Stazione JR
La stazione è dotata di una banchina centrale a isola con due binari su viadotto. Sono presenti anche due binari laterali per i treni della linea Sōbu Rapida privi di banchine, in quanto i treni non fermano presso Motoyawata.
| 1 | ■ Linea Chūō-Sōbu | per Kinshichō, Akihabara, Shinjuku e Mitaka |
| 2 | ■ Linea Chūō-Sōbu | per Funabashi, Tsudanuma e Chiba            |

### Stazione Toei
La stazione della metropolitana è sotterranea con una piattaforma a isola centrale.
| 1 | Linea Shinjuku | per Bakuro-yokoyama, Shinjuku, Sasazuka,e Hashimoto |
| 2 | Linea Shinjuku | per Bakuro-yokoyama, Shinjuku, Sasazuka,e Hashimoto |

## Stazioni adiacenti
| «               | Servizio        | »                |
| Linea Chūō-Sōbu | Linea Chūō-Sōbu | Linea Chūō-Sōbu  |
| --------------- | --------------- | ---------------- |
| Ichikawa        | Locale          | Shimōsa-Nakayama |
| Linea Shinjuku  |                 |                  |
| Shinozaki       | Locale          | Capolinea        |
| Funabori        | Espresso        | Capolinea        |